# Los MacAnimals
Los MacAnimals es una serie de televisión de comedia y fantasía infantil argentina emitida por Disney Channel. La trama gira en torno a un pequeño pueblo, donde se desata el caos cuando una máquina misteriosa es encendida y convierte a los animales en humanos. Está protagonizada por Miguel Ángel Rodríguez, Florencia Torrente y Maida Andrenacci, junto a un elenco integrado por Naím Sibara, Germán Tripel, Nicole Luis, Dulce Wagner, Martina Brugiati, Franco Mellucci, Bruno Heder, Federico Margules, Camila Zolezzi, Santiago Motolo, María Figueras, Florencia Bergallo y Juan Alari.
La fotografía principal del proyecto inició a mediados de mayo del 2022. La serie se estrenó el 10 de marzo de 2025. En simultáneo se grabó una segunda temporada, que se estrenó el 1 de abril de 2025.

## Sinopsis
La historia gira en torno a una original familia, en donde Clari, una niña de 13 años oriunda de una pequeña ciudad rural que, tras la misteriosa desaparición de sus padres, vive junto a su abuelo Ramón, el veterinario del pueblo.
En una recorrida por su casa natal que hasta el momento se encontraba clausurada, Clari descubre el laboratorio secreto de sus padres, dos científicos especializados en biología molecular, y accidentalmente activa ahí una máquina misteriosa con un poder único: transformar a los animales en seres humanos.
Rápidamente, los efectos de la máquina alcanzan a un puñado de animales del pueblo, incluyendo al canario de Clari llamado Cándido, una gata llamada Matilda; un perro callejero con el nombre de Günther; una cabra llamada Bernarda y una boa del Amazonas con el nombre de Bo), capturada por un peligroso traficante de animales llamado Melquíades. Mientras Ramón intenta revertir los insólitos efectos de la máquina, Clari debe enseñarle a este nuevo y excéntrico grupo de humanos a comportarse como familia, evitar las miradas curiosas de los lugareños y, sobre todo, hacer lo imposible para que Melquíades no se entere de su existencia.

## Elenco
- Miguel Ángel Rodríguez como Abuelo Ramón
- Florencia Torrente como Bo
- Naím Sibara como Melquíades
- Maida Andrenacci como Matilda
- Dulce Wagner como Bernarda
- Martina Brugiati como Clari
- Franco Mellucci como Benjamín
- Bruno Heder como Günther
- Federico Margules como Cándido
- Nicole Luis como Melina
- Camila Zolezzi como Luz
- Santiago Motolo como Mauro
- Germán Tripel como Rodrigo
- María Figueras como Angélica
- Florencia Bergallo como Mabel
- Juan Alari como Esteban
- Santiago Ramundo como Laureano
- Eugenia Tobal como Laura Connor

## Episodios
| Temporada | Temporada | Episodios | Episodios | Emisión original    | Emisión original    |
| Temporada | Temporada | Episodios | Episodios | Primera emisión     | Última emisión      |
| --------- | --------- | --------- | --------- | ------------------- | ------------------- |
|           | 1         | 10        | 10        | 10 de marzo de 2025 | 21 de marzo de 2025 |
|           | 2         | 10        | 10        | 1 de abril de 2025  | 16 de abril de 2025 |

### Primera temporada (2025)
| N.º en serie | N.º en temp. | Título                                | Dirigido por   | Escrito por                                                       | Fecha de emisión original |
| ------------ | ------------ | ------------------------------------- | -------------- | ----------------------------------------------------------------- | ------------------------- |
| 1            | 1            | «Es hora, Clari»                      | Emiliano Larre | Emiliano Larre, Clara Ambrosoni, Santiago Guerty y Luis Langlemey | 10 de marzo de 2025       |
| 2            | 2            | «Ser humanos por un día»              | Emiliano Larre | Emiliano Larre, Clara Ambrosoni, Santiago Guerty y Luis Langlemey | 11 de marzo de 2025       |
| 3            | 3            | «Bienvenidos al pueblo»               | Emiliano Larre | Emiliano Larre, Clara Ambrosoni, Santiago Guerty y Luis Langlemey | 12 de marzo de 2025       |
| 4            | 4            | «Esencia animal»                      | Emiliano Larre | Emiliano Larre, Clara Ambrosoni, Santiago Guerty y Luis Langlemey | 13 de marzo de 2025       |
| 5            | 5            | «Concurso de mascotas»                | Emiliano Larre | Emiliano Larre, Clara Ambrosoni, Santiago Guerty y Luis Langlemey | 14 de marzo de 2025       |
| 6            | 6            | «Es un nuevo día en Arroyo Inclinado» | Emiliano Larre | Emiliano Larre, Clara Ambrosoni, Santiago Guerty y Luis Langlemey | 17 de marzo de 2025       |
| 7            | 7            | «Secretos y revelaciones»             | Emiliano Larre | Emiliano Larre, Clara Ambrosoni, Santiago Guerty y Luis Langlemey | 18 de marzo de 2025       |
| 8            | 8            | «Es tiempo de descubrir la verdad»    | Emiliano Larre | Emiliano Larre, Clara Ambrosoni, Santiago Guerty y Luis Langlemey | 19 de marzo de 2025       |
| 9            | 9            | «Primer Round»                        | Emiliano Larre | Emiliano Larre, Clara Ambrosoni, Santiago Guerty y Luis Langlemey | 20 de marzo de 2025       |
| 10           | 10           | «¿Humanos o animales?»                | Emiliano Larre | Emiliano Larre, Clara Ambrosoni, Santiago Guerty y Luis Langlemey | 21 de marzo de 2025       |

### Segunda temporada (2025)
| N.º en serie | N.º en temp. | Título                              | Dirigido por   | Escrito por                                                       | Fecha de emisión original |
| ------------ | ------------ | ----------------------------------- | -------------- | ----------------------------------------------------------------- | ------------------------- |
| 11           | 1            | «Contrarreloj»                      | Emiliano Larre | Emiliano Larre, Clara Ambrosoni, Santiago Guerty y Luis Langlemey | 1 de abril de 2025        |
| 12           | 2            | «Jugando al gato y al ratón»        | Emiliano Larre | Emiliano Larre, Clara Ambrosoni, Santiago Guerty y Luis Langlemey | 2 de abril de 2025        |
| 13           | 3            | «Las vigilantes»                    | Emiliano Larre | Emiliano Larre, Clara Ambrosoni, Santiago Guerty y Luis Langlemey | 7 de abril de 2025        |
| 14           | 4            | «Fisgón que espía a fisgón...»      | Emiliano Larre | Emiliano Larre, Clara Ambrosoni, Santiago Guerty y Luis Langlemey | 8 de abril de 2025        |
| 15           | 5            | «Operación Tic Tac»                 | Emiliano Larre | Emiliano Larre, Clara Ambrosoni, Santiago Guerty y Luis Langlemey | 9 de abril de 2025        |
| 16           | 6            | «El día después»                    | Emiliano Larre | Emiliano Larre, Clara Ambrosoni, Santiago Guerty y Luis Langlemey | 10 de abril de 2025       |
| 17           | 7            | «Las cartas están echadas»          | Emiliano Larre | Emiliano Larre, Clara Ambrosoni, Santiago Guerty y Luis Langlemey | 11 de abril de 2025       |
| 18           | 8            | «Mentiras piadosas»                 | Emiliano Larre | Emiliano Larre, Clara Ambrosoni, Santiago Guerty y Luis Langlemey | 14 de abril de 2025       |
| 19           | 9            | «Adivina, adivinador...»            | Emiliano Larre | Emiliano Larre, Clara Ambrosoni, Santiago Guerty y Luis Langlemey | 15 de abril de 2025       |
| 20           | 10           | «Y ahora, ¿quién nos puede ayudar?» | Emiliano Larre | Emiliano Larre, Clara Ambrosoni, Santiago Guerty y Luis Langlemey | 16 de abril de 2025       |